# Ray of Light (песня)
«Ray of Light» (с англ. — «Луч света») — второй сингл американской певицы Мадонны с одноименного альбома. Песня написана самой Мадонной, Орбитом, Кливом Малдуном, Дэйвом Куртисом и Кристиной Личи. Продюсерами песни стали Мадонна и Орбит.
Это темповая электропоп песня с техно, транс, евродэнс и диско влиянием. «Ray of Light» содержит элементы рок-музыки, которые были созданы в сравнении с работами группы Oasis. Лирика песни имеет тему свободы. Песня получила в основном положительные отзывы. Критики похвалили песню за позитивность, танцевальность, отмечая, что при всем этом, что текст песни говорит о том, что Мадонна уже созрела в духовном плане. Также у песни есть множество номинаций и наград. Песня была номинирована на 3 номинации Грэмми, а именно: «Запись года», «Лучшая танцевальная композиция», «Лучшее короткое музыкальное видео» и выиграла в последних двух. Песня присутствовала в чарте Billboard Hot 100, где достигла пика на 5-м месте. Также песня была в топе 5 Канады, Финляндии, Италии и Британии. В Испании песня достигла пика на 1-м месте.
Режиссёром видеоклипа стал Йонас Окерлунд. В клипе представлена ежедневная жизнь людей, которая проносится в быстром темпе. Видео было оценено, как одно из лучших видео всех времен. Клип был номинирован на Грэмми, номинирован на 8 номинаций 1998 MTV Video Music Awards, где выиграл в 5 номинациях, включая: «Видео года» и «Лучшее женское видео». Но несмотря на все это, был выдвинут судебный процесс, так как видео посчитали плагиатом на клип «Non è Mai Stato Subito» итальянского певца Бьяджо Антоначчи.
Песня была исполнена в трех турах певицы: «Drowned World Tour», «Confessions Tour» и «Sticky & Sweet Tour», на церемонии 1999 VMAs, live 8, live Earth, на шоу Опры Уинфри. Песню признали одной из лучших песен 1990-х годов.
Как сингл, песня выпущена 6 мая 1998 года. B-side — «Has To Be». Лейбл — Maverick, Warner Bros.

## Критика о песне
«Ray of Light» получила признания критиков с момента релиза. Liana Jonas из «Allmusic» назвала песню «чертовски хорошей клубной песней», подчеркнув то, что слушателю будет приятно её слушать. Stephen Thomas Erlewine описал песню «затягивающей». Rob Sheffield поставил песню рядом с другими песнями с альбома, а именно «Swim» и «Drowned World\Substitute For Love», подчеркнув тем самый «мощную позитивность». Sal Cinquemani из «Slant Magazine» назвал песню «Безумно праздничной». Также «Slant Magazine» признал песню, как одну из лучших композиций 90-х годов.
В 1999, песня выиграла две награды Грэмми. Песня была номинирована и на «Record of the Year», но проиграла песне Селин Дион «My Heart Will Go On».

## Появления в чартах
Песня достигла пика на 5-й строчке в Billboard Hot 100.

## Музыкальное видео

### Предыстория
Режиссёр видео — Йонас Окерлунд. Съемки проходили с 25 марта. Место — Лос-Анджелес. В видео присутствуют кадры из Лос-Анджелеса, Лондона, Нью-Йорка, Стокгольма. Отснятый материал также использовался в создании видеоряда на песню «Runaway Lover» во время промотура в поддержку альбома «Music».

### Содержание
В этом видеоклипе показана обычная обыденная жизнь человека. Видео начинается с восхода солнца. Далее показывается, как проходит жизнь людей: шумный мегаполис, работа, пробки, отдых. Далее наступает вечер и люди возвращаются домой. Далее действие переносится в ночной клуб. Там нам показывают, как Мадонна пляшет в компании из окружающих её людей.

### Признание
Видео заняло 40 место в списке «100 великих музыкальных видео», который принадлежит каналу VH1. Также видео было номинировано на 8 номинациях VMA Music Video Awards, где выиграло в 5: «Лучшая хореография», «Лучшее женское видео», «Лучший монтаж», «Лучшее направление», «Видео года».

### Судебный процесс с «Non è Mai Stato Subito»
В июле 1998 Stefano Salvati обвинил лейбл Мадонны Warner Bros. В обвинении было сказано в том, что музыкальное видео было скопировано с видео Biagio Antonacci под названием «Non è Mai Stato Subito». Как оказались, оба видео были в быстром темпе с быстрой сменой картинок.

### В создании видео участвовали
- Директор — Йонас Окерлунд
- Продюсер — Никола Доринг
- Исполнительный продюсер — Билли Поведа
- Хореография — Гених Ханварсон
- Редакция — Йонас Окерлунд
- Ассистент художника — Матс Линдгрен
- Оператор стедикам — Брукс Робинсон
- Сториборд — Брайан Мюрри
- Видеоинженеры — Брайан Мюрри, Алексей Акеллов
- Стилист — Арианна Филлипс
- Колорист — Пол Бронкар
- Управление — Фредди Де Динн, Карессе Генри
- Ассистент координатор — Дана Терра

### Релиз на VHS
23 июня 1998 года видео было выпущено на VHS в ограниченном тираже, равном 40 тысяч копий.

### Живые версии
Живое исполнение было записано во время «Confessions Tour». Издано 25 января 2007 года. Снято 16 августа 2006 года.
Другое живые исполнения было издано 25 марта 2010 на «Yahoo! Music», как промо к «Sticky & Sweet Tour». Записано в декабре 2008 года в Буэнос-Айрес, Аргентина.

## Влияния на культуру
Песня была исполнена во многочисленных рекламных кампаниях, в рекламной кампании Windows XP.
Также была использована в мультсериале «Гриффины».

## Живые выступления
Песня исполнялась в живую во время:
- Drowned World Tour
- Confessions Tour
- Sticky & Sweet Tour

Была исполнена на
- VMAs 1999 (Совместно с «Shanti/Ashtangi»)
- Live 8
- Live Earth
- Шоу Опры Уинфри

Также планировались выступления во время «Re-Invention Tour», но впоследствии Мадонна отказалась, так как по её словам, она могла повредить голос.
Во время «Turning Up the Hits» (MDNA Tour) звучал отрывок из песни.

## Официальные версии
- Альбомная версия (5:19)
- Radio Edit (4:33) (промо, GHV2, Celebration)
- William Orbit Liquid Mix (8:08)
- William Orbit Liquid Mix Radio Edit (5:13) (промо)
- William Orbit Ultra Violet Mix (7:00)
- Victor Calderone Club Mix (9:29)
- Victor Calderone Club Mix Radio Edit (4:55) (промо)
- Victor Calderone Drum Mix (5:29)
- Victor Calderone Video Mix (промо)
- Sasha’s Ultra Violet Mix (10:48)
- Sasha’s Ultra Violet Mix Radio Edit (5:10)(промо)
- Sasha’s Stripped Down Mix (5:04)
- Sasha’s Twilo Mix (10:59)
- Версия с «Confessions Tour»
- Версия с «Sticky & Sweet Tour»

## Позиции в чартах

### Пиковая позиция
| Чарт                                  | Пик |
| ------------------------------------- | --- |
| Australia ARIA Singles Chart          | 6   |
| Austrian Singles Chart                | 31  |
| Belgian Flemmish Ultratop 50          | 25  |
| Belgian Wallonie Ultratop 40          | 33  |
| Canadian Singles Chart                | 3   |
| Dutch Top 40                          | 17  |
| European Hot 100                      | 9   |
| Finnish Singles Chart                 | 2   |
| French SNEP Singles Chart             | 18  |
| German Singles Chart                  | 28  |
| Irish Singles Chart                   | 16  |
| Italian FIMI Chart                    | 2   |
| Japanese Oricon International Singles | 5   |
| New Zealand RIANZ Singles Chart       | 9   |
| Spanish Singles Chart                 | 1   |
| Swedish Singles Chart                 | 14  |
| Swiss Singles Chart                   | 32  |
| UK Singles Chart                      | 2   |
| US Billboard Hot 100 Airplay          | 26  |
| US Billboard Hot 100                  | 5   |
| US Billboard Hot Dance Club Songs     | 1   |
| US Billboard Hot Singles Sales        | 5   |

### Позиции в конце года
| Чарт(1998)                                     | Позиция |
| ---------------------------------------------- | ------- |
| Australia ARIA Singles Chart                   | 57      |
| French Singles Chart (SNEP)                    | 93      |
| Italian Singles Chart                          | 59      |
| U.S. Billboard Hot 100                         | 75      |
| UK Singles Chart (The Official Charts Company) | 47      |

### Продажи и сертификации
| Страна         | Сертификация | Продажа\отгрузка |
| -------------- | ------------ | ---------------- |
| Австралия      | Золото       | 35,000           |
| Великобритания | Серебро      | 200,000          |
| США            | Золото       | 500,000          |

## Персонал записи
- Написание — Мадонна, Орбит, Clive Muldoon, Dave Curtis, and Christine Leach.
- Продюсеры — Мадонна, Орбит
- Инженер записи — Пэт МакКартни
- Дизайн — Кевин Реган
- Фотография Марио Тестино